# Sabatera rossejant
La sabatera rossejant (Albatrellus ovinus var. subrubescens), també anomenada sabatera blanca, és una espècie de fong de l'ordre dels russulals (Russulales). És una sabatera, un bolet amb el revers amb porus fins i la textura de la carn endurida com el cuir. La superfície del barret és de blanca a lleugerament ocràcia, rugosa i la carn cremosa.

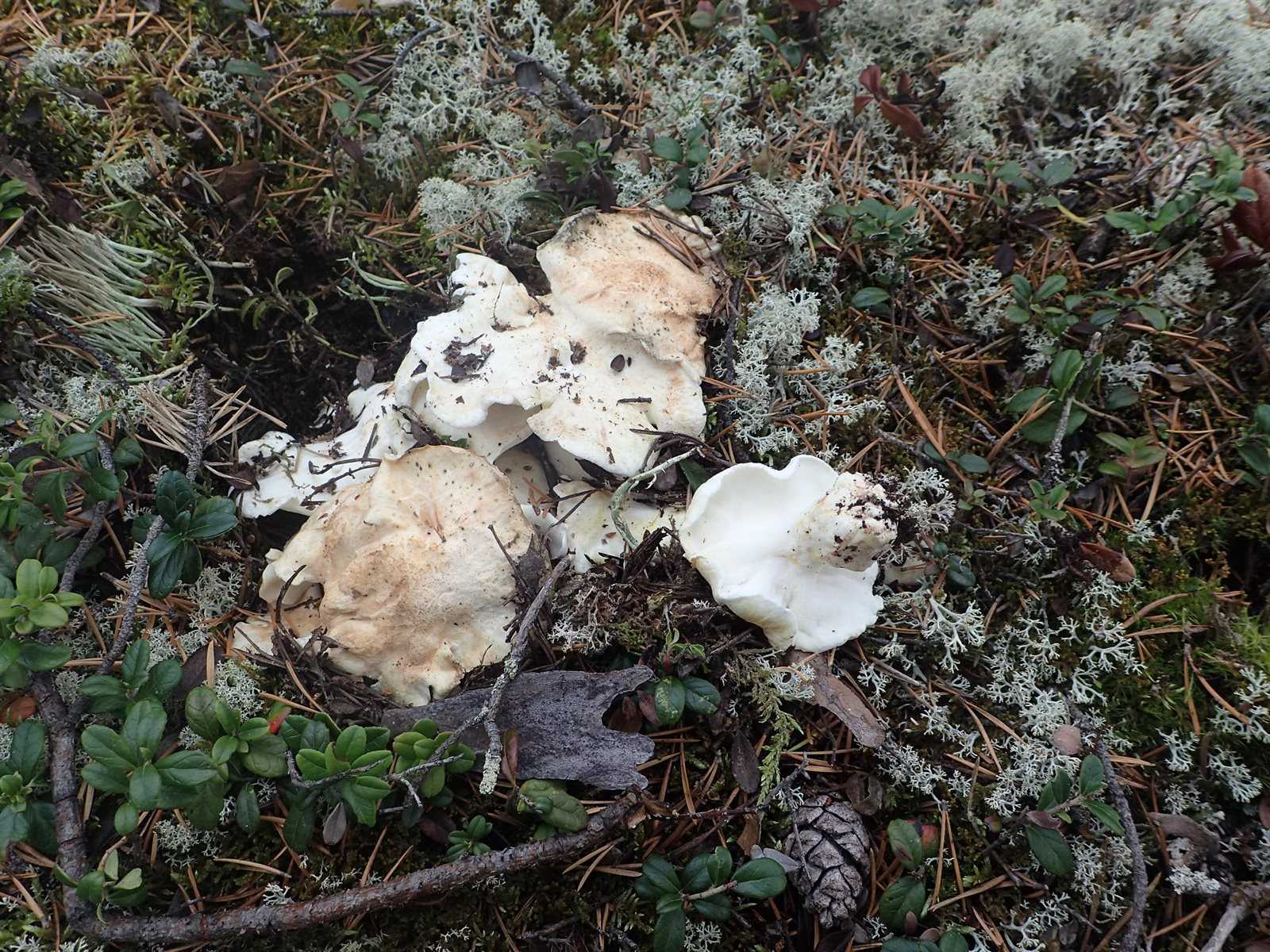
Sabatera rossejant (Albatrellus ovinus var. subrubescens)

## Descripció
Bolet anual, més aviat gran, carnós però de carn poc engruixida; superfície rugosa, seca, de blanca a blanc ocràcia quan és jove però pren tonalitats ataronjades a bru vermelloses amb l'edat; grogueja o esdevé ataronjada al frec.
Porus no groguegen al frec, poden tenir taques de color bru vermellós, petits, 2-4 per mm, irregularment angulosos, decurrents.
Cama central o excèntrica, que es pot soldar amb altres, blanca, brunenca al frec.
Carn pàl·lida, crema ocràcia, suau i aromàtica al tast.

## Hàbitat
Espècie terrícola, aparentment no lignícola, micorrízica de coníferes, primordialment de pins (pi roig i pi pinastre), tot i que pot créixer vora pícees (Picea abies). Prefereix boscos adults i sòls de tota mena.
Creix a finals d'estiu, de l'estatge subalpí al montà

## Distribució
Espècie comú a la zona hemiboreal però absent o gairebé absent en les zones nemorals. Es coneix d'Europa, Asia de l'Est i Amèrica del Nord.

## Identificació
Se li assembla la sabatera rossa (Albatrellopsis confluens), que creix en pinedes i avetoses dels Pirineus, en grups densos d'exemplars fusionats per la cama i el barret, de carn més amarga, porus que no viren al frec i color més ros. També la sabatera camussa (Albatrellus ovinus ) és força semblant, les espores són no amiloides, no vira a ataronjat amb el frec i és asociada a pícees..

## Usos
L'espècie es considera comestible si es cuina, però algunes guies no la recomanen degut a que es lleugerament amarga. Es pot afegir una mica de sucre o bullir-la i llençar l'aigua d'ebullició. Agradable amb ous remenats. Un cop blanquejada, es conserva en vinagre com els cogombrets.
1. ↑  Gràcia, Enric: La Clau dels Bolets: Identifica'ls de la mà d'Enric Gràcia, plana 132. Editorial Efadós, volum I, El Papiol, 2021, ISBN 978-84-18243-12-7
2. ↑  Cuello Subirana, Josep. Els noms dels bolets.  Bellaterra: Lynx, 2007, p. 493. ISBN 978-84-96553-39-2.
3. 1 2 3 4  Vidal, Josep Maria; Ballesteros, Enric. Bolets dels Països Catalans i els seus noms populars.  Figueres: Brau Edicions, 2013. ISBN 9788496905986.
4. ↑  Hyde, K.D. 2024. The 2024 Outline of Fungi and fungus-like taxa. Mycosphere, 15(1): 5146-6239, Doi 10.5943/mycosphere/15/1/25, ISSN 2077 7019. Versió web.
5. 1 2 3 4  Læssøe, Thomas; Petersen, Jens H. Fungi of Temperate Europe.  Princeton: Princeton University Press, 2019. ISBN 9780691180373.
6. 1 2 3  Marchand, André. Champignons du nord et du midi. 2.  Barcelona: Société Mycologique des Pyrénées Méditerranéennes, p. 274. ISBN 8439957252.
7. 1 2  Bernicchia, Annarosa «Polyporaceae s.l.». Fungi Europaei, pàg. 80-81.
8. ↑  Zheng, H.D.; Liu, P.G. «Additions to our knowledge of the genus Albatrellus (Basidiomycota) in China». Fungal Diversity, pàg. 157-170.